# Capsicum frutescens
Espèce
Classification APG III (2009)

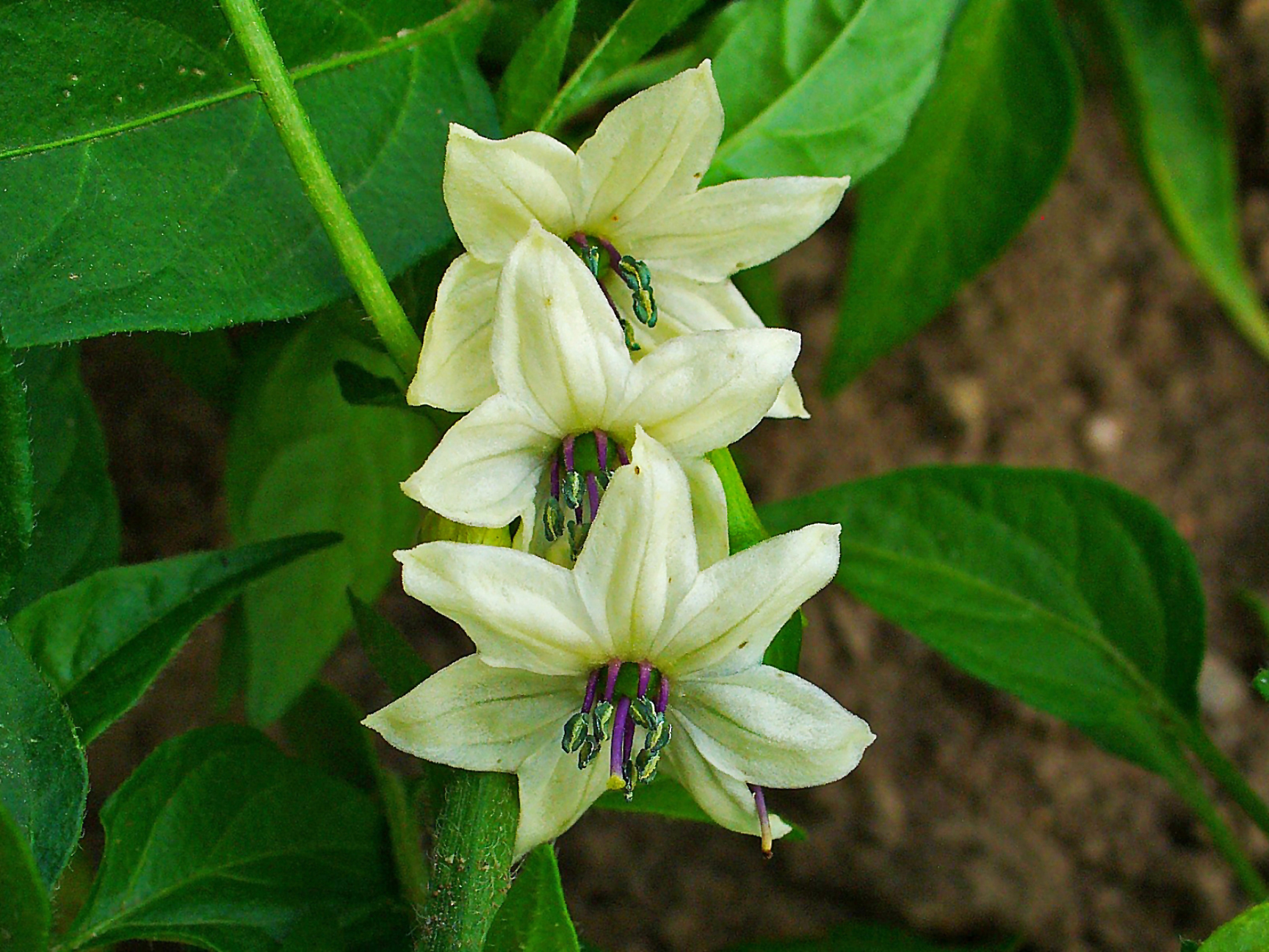
Capsicum frutescens ’Hidalgo’, fleurs

Capsicum frutescens est un « piment de Cayenne ». Il appartient à la famille des Solanaceae et est cultivé pour ses fruits à la saveur particulièrement piquante.  Sur l'échelle de Scoville, il est noté de 30 000 jusqu'à 50 000 unités, soit le degré 8 sur 10. Il en existe plusieurs variétés, dont Capsicum frutescens tabasco qui entre dans la composition de la sauce du même nom.

## Synonymes
- Capsicum assamicum Purkayastha & L. Singh[2].
- Capsicum minimum  Blanco[2].

## Variétés
Les séparations existantes, ou non, entre les différentes appellations de Capsicum frutescens sont encore un sujet d'étude. Néanmoins il semble exister des différences suffisantes entre les variétés recouvertes par ces appellations pour les considérer comme des variétés séparées. Parmi lesquelles : 
- Piment de Cayenne
- Kambuzi
- Malagueta
- Piment oiseau
- Pili-pili
- Siling labuyo
- Tabasco

Certaines appellations comme Pili-pili ou Langue d'oiseau (qui peut désigner le Pili-pili et le Piment oiseau) peuvent correspondre à plusieurs variétés distinctes selon la région.